# Gran Premio de Catar de Motociclismo de 2007
El Gran Premio de Catar de Motociclismo de 2007 fue la primera prueba del Campeonato del Mundo de Motociclismo de 2007. Tuvo lugar en el fin de semana del 8 al 10 de marzo de 2007 en el Circuito Internacional de Losail, situado en Doha, Catar. La carrera de MotoGP fue ganada por Casey Stoner, seguido de Valentino Rossi y Dani Pedrosa. Jorge Lorenzo ganó la prueba de 250cc, por delante de Alex de Angelis y Héctor Barberá. La carrera de 125cc fue ganada por Héctor Faubel, Gábor Talmácsi fue segundo y Lukáš Pešek tercero.

## Resultados MotoGP
| Pos.            | N.º | Piloto             | Constructor | Vueltas | Tiempo/Retirado | Parrilla | Puntos |
| --------------- | --- | ------------------ | ----------- | ------- | --------------- | -------- | ------ |
| 1               | 27  | Casey Stoner       | Ducati      | 22      | 43:02.788       | 2        | 25     |
| 2               | 46  | Valentino Rossi    | Yamaha      | 22      | +2.838          | 1        | 20     |
| 3               | 26  | Dani Pedrosa       | Honda       | 22      | +8.530          | 5        | 16     |
| 4               | 21  | John Hopkins       | Suzuki      | 22      | +9.071          | 6        | 13     |
| 5               | 33  | Marco Melandri     | Honda       | 22      | +17.433         | 10       | 11     |
| 6               | 5   | Colin Edwards      | Yamaha      | 22      | +18.647         | 3        | 10     |
| 7               | 71  | Chris Vermeulen    | Suzuki      | 22      | +22.916         | 13       | 9      |
| 8               | 1   | Nicky Hayden       | Honda       | 22      | +23.057         | 9        | 8      |
| 9               | 4   | Alex Barros        | Ducati      | 22      | +25.961         | 15       | 7      |
| 10              | 56  | Shinya Nakano      | Honda       | 22      | +28.456         | 11       | 6      |
| 11              | 66  | Alex Hofmann       | Ducati      | 22      | +35.029         | 17       | 5      |
| 12              | 19  | Olivier Jacque     | Kawasaki    | 22      | +42.948         | 14       | 4      |
| 13              | 10  | Kenny Roberts, Jr. | KR212V      | 22      | +42.977         | 18       | 3      |
| 14              | 24  | Toni Elías         | Honda       | 22      | +42.989         | 4        | 2      |
| 15              | 50  | Sylvain Guintoli   | Yamaha      | 22      | +51.639         | 16       | 1      |
| 16              | 6   | Makoto Tamada      | Yamaha      | 22      | +57.853         | 19       |        |
| Ret             | 88  | Andrew Pitt        | Ilmor GP    | 15      | Retirado        | 21       |        |
| Ret             | 7   | Carlos Checa       | Honda       | 8       | Caída           | 12       |        |
| Ret             | 14  | Randy de Puniet    | Kawasaki    | 7       | Caída           | 8        |        |
| Ret             | 65  | Loris Capirossi    | Ducati      | 6       | Caída           | 7        |        |
| DNS             | 99  | Jeremy McWilliams  | Ilmor GP    | 0       | No participó    | 20       |        |
| Reporte Oficial |     |                    |             |         |                 |          |        |

## Resultados 250cc
| Pos.            | N.º | Piloto              | Constructor | Vueltas | Tiempo/Retirado | Parrilla | Puntos |
| --------------- | --- | ------------------- | ----------- | ------- | --------------- | -------- | ------ |
| 1               | 1   | Jorge Lorenzo       | Aprilia     | 20      | 40:23.753       | 1        | 25     |
| 2               | 3   | Alex de Angelis     | Aprilia     | 20      | +1.224          | 3        | 20     |
| 3               | 80  | Héctor Barberá      | Aprilia     | 20      | +2.911          | 2        | 16     |
| 4               | 12  | Thomas Lüthi        | Aprilia     | 20      | +3.234          | 5        | 13     |
| 5               | 34  | Andrea Dovizioso    | Honda       | 20      | +12.698         | 7        | 11     |
| 6               | 15  | Roberto Locatelli   | Gilera      | 20      | +21.568         | 11       | 10     |
| 7               | 55  | Yuki Takahashi      | Honda       | 20      | +31.540         | 9        | 9      |
| 8               | 60  | Julián Simón        | Honda       | 20      | +40.467         | 10       | 8      |
| 9               | 58  | Marco Simoncelli    | Gilera      | 20      | +46.192         | 12       | 7      |
| 10              | 73  | Shuhei Aoyama       | Honda       | 20      | +58.678         | 13       | 6      |
| 11              | 41  | Aleix Espargaró     | Aprilia     | 20      | +1:02.762       | 16       | 5      |
| 12              | 32  | Fabrizio Lai        | Aprilia     | 20      | +1:07.715       | 14       | 4      |
| 13              | 14  | Anthony West        | Aprilia     | 20      | +1:10.622       | 17       | 3      |
| 14              | 8   | Ratthapark Wilairot | Honda       | 20      | +1:11.594       | 22       | 2      |
| 15              | 28  | Dirk Heidolf        | Aprilia     | 20      | +1:12.499       | 18       | 1      |
| 16              | 16  | Jules Cluzel        | Aprilia     | 20      | +1:23.751       | 23       |        |
| 17              | 25  | Alex Baldolini      | Aprilia     | 20      | +1:33.143       | 20       |        |
| 18              | 50  | Eugene Laverty      | Honda       | 20      | +1:38.458       | 24       |        |
| 19              | 10  | Imre Tóth           | Aprilia     | 20      | +1:38.548       | 19       |        |
| Ret             | 36  | Mika Kallio         | KTM         | 18      | Retirado        | 8        |        |
| Ret             | 9   | Arturo Tizón        | Aprilia     | 14      | Retirado        | 15       |        |
| Ret             | 44  | Taro Sekiguchi      | Aprilia     | 10      | Retirado        | 25       |        |
| Ret             | 17  | Karel Abraham       | Aprilia     | 7       | Caída           | 21       |        |
| Ret             | 19  | Álvaro Bautista     | Aprilia     | 2       | Caída           | 4        |        |
| Ret             | 4   | Hiroshi Aoyama      | KTM         | 2       | Caída           | 6        |        |
| Reporte Oficial |     |                     |             |         |                 |          |        |

## Resultados 125cc
| Pos.            | N.º | Piloto             | Constructor | Vueltas | Tiempo/Retirado | Parrilla | Puntos |
| --------------- | --- | ------------------ | ----------- | ------- | --------------- | -------- | ------ |
| 1               | 55  | Héctor Faubel      | Aprilia     | 18      | 38:12.029       | 2        | 25     |
| 2               | 14  | Gábor Talmácsi     | Aprilia     | 18      | +0.073          | 1        | 20     |
| 3               | 52  | Lukáš Pešek        | Derbi       | 18      | +17.499         | 4        | 16     |
| 4               | 35  | Raffaele De Rosa   | Aprilia     | 18      | +17.754         | 5        | 13     |
| 5               | 24  | Simone Corsi       | Aprilia     | 18      | +25.642         | 10       | 11     |
| 6               | 71  | Tomoyoshi Koyama   | KTM         | 18      | +25.877         | 7        | 10     |
| 7               | 44  | Pol Espargaró      | Aprilia     | 18      | +28.437         | 12       | 9      |
| 8               | 12  | Esteve Rabat       | Honda       | 18      | +28.527         | 8        | 8      |
| 9               | 22  | Pablo Nieto        | Aprilia     | 18      | +28.708         | 11       | 7      |
| 10              | 7   | Alexis Masbou      | Honda       | 18      | +33.669         | 15       | 6      |
| 11              | 6   | Joan Olivé         | Aprilia     | 18      | +40.665         | 20       | 5      |
| 12              | 38  | Bradley Smith      | Honda       | 18      | +40.679         | 9        | 4      |
| 13              | 60  | Michael Ranseder   | Derbi       | 18      | +40.915         | 13       | 3      |
| 14              | 63  | Mike Di Meglio     | Honda       | 18      | +41.671         | 18       | 2      |
| 15              | 29  | Andrea Iannone     | Aprilia     | 18      | +41.764         | 14       | 1      |
| 16              | 18  | Nicolás Terol      | Derbi       | 18      | +48.643         | 19       |        |
| 17              | 11  | Sandro Cortese     | Aprilia     | 18      | +48.656         | 21       |        |
| 18              | 8   | Lorenzo Zanetti    | Aprilia     | 18      | +48.858         | 28       |        |
| 19              | 34  | Randy Krummenacher | KTM         | 18      | +1:03.160       | 17       |        |
| 20              | 77  | Dominique Aegerter | Aprilia     | 18      | +1:23.074       | 27       |        |
| 21              | 37  | Joey Litjens       | Honda       | 18      | +1:23.147       | 25       |        |
| 22              | 51  | Stevie Bonsey      | KTM         | 18      | +1:31.521       | 29       |        |
| 23              | 20  | Roberto Tamburini  | Aprilia     | 18      | +1:59.152       | 30       |        |
| 24              | 56  | Hugo van den Berg  | Aprilia     | 18      | +2:00.040       | 31       |        |
| Ret             | 99  | Danny Webb         | Honda       | 16      | Retirado        | 26       |        |
| Ret             | 75  | Mattia Pasini      | Aprilia     | 15      | Retirado        | 3        |        |
| Ret             | 27  | Stefano Bianco     | Aprilia     | 14      | Retirado        | 16       |        |
| Ret             | 33  | Sergio Gadea       | Aprilia     | 12      | Retirado        | 6        |        |
| Ret             | 53  | Simone Grotzkyj    | Aprilia     | 7       | Retirado        | 23       |        |
| Ret             | 15  | Federico Sandi     | Aprilia     | 4       | Retirado        | 22       |        |
| Ret             | 95  | Robert Mureșan     | Derbi       | 3       | Retirado        | 24       |        |
| Reporte Oficial |     |                    |             |         |                 |          |        |